# Prinzipien des jüdischen Glaubens
Mehrere Religionsangehörige des Judentums haben teils abhängig, teils unabhängig voneinander zentrale bzw. grundlegende Prinzipien (hebräisch עִקָּרים, iqqarim) des jüdischen Glaubens formuliert.
Die bekannteste Zusammenstellung ist die von Moses Maimonides, auf die wiederum verschiedentlich reagiert wurde und die verschiedene Vorläufer hatte. Maimonides führte damit ein Verständnis der Emuna (Glaube) ein, das auf der Anerkennung von Aussagen beruht anstelle eines Vertrauens in Gott. Ablehnung eines der Prinzipien bedeutet dementsprechend Ausschluss aus der Gemeinschaft Israels. Eine solche dogmatische Bedeutung aufgestellter Prinzipien konnte sich im Judentum jedoch nie allgemein durchsetzen.
Bezugspunkt solcher Überlegungen zu Prinzipien des jüdischen Glaubens ist in erster Linie die Tora. Deren Studium sowie die Befolgung der Gebote und Verbote sind für das Judentum seit jeher grundlegend.

## Hintergrund der jüdischen Religion
Durch ihren Bund, (hebräisch בְּרִית brīt) mit JHWH dem „Ewigen“ erfüllt das Volk Israel seine Gebote (Tora, Mitzwot). In der jüdischen Religion ist die im Tanach angelegte Unterscheidung in „rein“ (hebräisch טהר ṭhr) und „unrein“ (hebräisch טמא ṭmʾ) eine zentrale Ordnungskategorie. Die durch bestimmte Handlungen, Gegenstände oder Zustände ausgelöste Unreinheit verhindert die Teilnahme am Kult oder Leben der Gemeinschaft. Darüber hinaus ist Reinheit eine Voraussetzung für die individuelle Kommunikation mit Gott (Gebet).
Nur allein der „Ewige“ ist rein, nur er ist „heilig“ (Lev 11-17 , Wajikra (hebräisch וַיִּקְרָא), Num 19 , Bemidbar (hebräisch בַּמִּדְבָּר)). Das Wort hebräisch קָדוֹשׁ qādōš beschreibt diesen Sachverhalt. Kein Mensch kann solch eine „absolute Reinheit“ erreichen, denn der Mensch kann nie wie der „Ewige“ sein. Zwischen Mensch und dem „Ewigen“ existiert gewissermaßen eine „Trennmembran“. Deshalb werden der menschliche Geist und Körper auch immer der Sünde (עבירה averah, deutsch ‚Übertretung, der Gebote‘) verfallen, die eine Folge der Nichtbeachtung der Gebote ist. Der Mensch wird niemals die „reine Wahrheit“ erfassen können; sein „Herz“ wird nie ohne Leidenschaften sein. Es ist also der Bund den der „Ewige“ mit dem Volk Israel, (hebräisch יִשְׂרָאֵל Jisra'el), geschlossen hat, damit es rein werde und bleibe, indem es die Gebote einhält.

## Vorläufer in Texten des Tanach und der Rabbinen
Bereits im Tanach sind Spuren einer innerjüdischen Diskussion über die wichtigsten Inhalte des Judentums zu finden. So sind die letzten Verse des Pentateuch (Dtn 34,10-12 ) als ein erstes, frühes Glaubensbekenntnis zu lesen: „Mose wird als großer Prophet anerkannt, damit wird indirekt auch die Pflicht zur Annahme der Tora und ihres Inhalts angedeutet.“ Mit (Koh 12,9-14 ) werden viele andere Werke aus dem Kanon des Judentums ausgeschlossen, gleichzeitig aber eine mündliche und schriftliche Tora akzeptiert.:390

### Rabbinisches Judentum
In den Jahrhunderten nach der Abfassung und Kanonisierung der Schrift folgten vor allem Auslegungen ebendieser, die sich gegen Häretiker wendeten und ein „Königreich im Himmel“, den Monotheismus, die Vorsehung betonten.:390 Darüber hinaus wurden weitere Prinzipien der Rabbinen aufgestellt, die sich dadurch ausweisen, dass ethische (z. B. Verbot von Blutvergießen und bestimmten Sexualbeziehungen) und theologische (z. B. Götzendienst) Lehrsätze gleichberechtigt verhandelt werden. Eine „Art kleines Credo“:977 ist im Mischna-Traktat Sanhedrin zu finden: „Keinen Anteil hat an der kommenden Welt, wer sagt, es gebe keine Auferstehung der Toten und die Tora sei nicht vom Himmel, und der Epikuräer“ (mSan 10,1; Letzteres hier nicht im Sinne eines tatsächlichen Anhängers Epikurs, sondern als "Freidenker oder Ungläubiger..., der sich in irgendwelcher Beziehung mit den Lehren des Judenthums in Widerspruch setzt".)

### Philon von Alexandria
Philon von Alexandria hält in seinem Hexaemeron-Kommentar De opificio mundi fünf Grundlehren der jüdischen Religion fest:
1. Gott existiert in Ewigkeit.
2. Gott ist einer.
3. Die Welt ist geschaffen.
4. Auch die Welt ist eine, wie ihr Schöpfer, der sie ihm in ihrer Einzigkeit gleichgestaltete […].
5. Gott übt seine Vorsehung umwillen der Welt aus.

Andernorts finden sich weitere Prinzipien, darunter noch die Existenz unkörperlicher Ideen, die Offenbarung des Gesetzes und dessen Ewigkeit, so dass in der Zusammenschau insgesamt acht resultieren.:529
Diese Glaubenssätze sind, genau wie die Vorläufer aus vorherigen Jahrhunderten nicht losgelöst von der Umwelt zu betrachten, sondern dienten dazu, schon vorhandene jüdische Glaubenssätze zu bündeln und der hellenistischen Umwelt verständlich zu machen.:390 Glauben wird von ihm verstanden als „vollkommenste Tugend“:977.

## Mittelalter
Die antike jüdische Diskussion war mitgeprägt vom hellenistischen Umfeld. Mit Christentum und Islam und deren Versuchen einer Systematisierung und Institutionalisierung theologischer Diskussion treten weitere Traditionen und Kontexte hinzu, die zu wechselseitigen Beeinflussungen und Abgrenzungen führen. Gemeinsame Herausforderungen sind etwa Ausarbeitungen von Aufweisen des Daseins Gottes (in Aufnahme bereits antiker Argumentationsformen), seines Charakters als Schöpfer von Allem (u. a. in Abgrenzung von philosophischen Auffassungen einer ewigen Materie), Stellungnahmen zum Status von Gottes Wesen und Eigenschaften und hierbei insbesondere der Umgang mit Redeweisen von Gott, welche einen Anthropomorphismus nahelegen würden, womit sich auch systematische und methodische Fragen bezüglich der konstitutiven Texten der eigenen Tradition verbinden: Inwiefern sind diese dem Wortlaut bzw. Sachgehalt – insb. auch in religionspraktischen Belangen – nach von bleibend normativem Rang (zumal als „Offenbarung“ bzw. „Prophetie“) und wann ist nach welchen Kriterien ggf. eine rationalisierende Lesart möglich oder notwendig? Ein Teilbereich dieser fortschreitenden Klärungsversuche besteht darin, Kernbereiche der jeweiligen religiösen Überzeugungen auszumachen, was u. a. in Formulare von „Glaubensbekenntnissen“ mündet, wie sie etwa im Islam je nach theologischer Schule in unterschiedlicher Akzentuierung und unter Aufnahme zentraler Überlieferungen wie vorrangigst der Schahāda hervorgebracht werden, während im Christentum v. a. seit der Frühscholastik im Anschluss primär an das apostolische Glaubensbekenntnis u. a. Untergliederung und theologisch-methodologischer Status christlicher „Glaubensartikel“ diskutiert werden. Demgegenüber formulieren zwar u. a. einige Autoren, die im Rahmen der jüdischen Scholastik mitbeeinflusst sind von Autoren und Texten der islamischen Scholastik (ʿIlm al-Kalām), gleichfalls zentrale Elemente jüdischen Glaubens; deren Charakter bleibt aber weitenteils umstritten, insb. was etwaige Entsprechungen zu christlichen und islamischen „Dogmen“, „Glaubensartikeln“ oder „Glaubensbekenntnissen“ beträfe.

### Chananel ben Chuschiel
Rabbi Chananel ben Chuschiel (Akronym: ר"ח; dt. RaCh) zählt in seinem Kommentar zu Schemot vier Glaubensprinzipien auf:
1. Der Glaube an Gott
2. Der Glaube an die Propheten
3. Der Glaube an das Jenseits, an Belohnung und Strafe
4. Der Glaube an das Kommen des Erlösers

Der Kommentar war insbesondere gegen die Karäer gerichtet und wird von vielen späteren Bibelkommentatoren zitiert, so durch Bachja ben Ascher (hebräisch בחיי בן אשר). Abraham Rapoport (1584–1651) hat alle Zitate, die Bachja ben Ascher von Chananel ben Chuschiel zugeschrieben werden, gesammelt und sie in der Bikkurei ha-Ittim (hebräisch בִּכּוּרֵי הָעִתִּים; dt.: erste Früchte der Zeit), herausgegeben, ebenso Abraham Berliner in Migdal Chananel (hebräisch מגדל חננאל; dt.: Turm des Chananel).

### Judah Hadassi
Judah Hadassi entwickelte im 12. Jahrhundert zehn Glaubensprinzipien für das karäische Judentum. Sie behandeln:
1. die Existenz des Schöpfers
2. die Unendlichkeit und Einheitlichkeit des Schöpfers
3. die Schöpfung der Welt
4. das Priestertum von Mose und den anderen Propheten
5. die Wahrheit der Tora
6. die Verpflichtung, Hebräisch zu lernen
7. den Tempel als Ort von Gottes Herrlichkeit und Gegenwart
8. die Wiederauferstehung der Toten
9. die Verpflichtung, Rechenschaft abzulegen
10. Belohnung und Strafe[25]

Hadassi gilt als erster jüdischer Autor, der eine systematische und detaillierte Liste von religiösen Dogmen zusammenstellte. Inhaltlich wiederholen sie Aussagen von karäischen Gelehrten des 8. bis 12. Jahrhunderts.

### Abraham ibn Daud
Rabbi Abraham ibn Daud (Akronym: הראב"ד; dt.: RABaD) (1110–1180) gilt als Pionier der jüdischen Rechts- und Religionsphilosophie und als Vorläufer des Maimonides. Seine philosophische Abhandlung Emunah ha-Rama le-Rabad (hebräisch ספר האמונה הרמה לראב"ד; dt.: Der Erhabene Glaube) ist der erste systematische Versuch, aristotelisches Denken in die jüdische Rechts- und Religionsphilosophie zu integrieren. Jedoch ähnelte das später gegen Ende des 12. Jahrhunderts erschienene Buch von Maimonides More Nevuchim („Lehrer der Beschämten bzw. Unschlüssigen, Verwirrten“ מורה נבוכים) sehr dem Buch des Ibn Daud, weswegen Emunah ha-Rama le-Rabad bald in Vergessenheit geriet.
1. Der Glaube an die Wurzel des Glaubens
2. Der Glaube an die Einzigartigkeit
3. Der Glaube an den Schöpfer
4. Der Glaube an die Schöpfung als Taten des Schöpfers
5. Der Glaube an die Propheten und die Prophezeiung
6. Der Glaube an Tod und Jenseits

### Maimonides
Rabbi Mosche ben Maimon (Akronym: hebräisch רמב"ם; dt.: RaMBaM, gräzisiert Moses Maimonides) erarbeitete auf der Grundlage aristotelischer Methodenlehre eine rationale Theologie und eine rationale Rekonstruktion der Gehalte des jüdischen Gesetzes. Dabei stellte er dreizehn Grundlehren (hebräisch עִיקָּרֵי הַאֱמוּנָה הַיְהוּדִית) zusammen, die er in seinem Mischna-Kommentar (Traktat Sanhedrín, Kapitel 10) anführt. Diese Zusammenstellung, die als eine „Dogmatisierung“ jüdischer Religion betrachtet werden konnte, war umstritten. Unter anderem äußerten sich kritisch Isaak Abrabanel, Abraham ben David von Posquières, Chasdaj Crescas und Josef Albo. Nur in Teilen des Judentums wurde die maimonidische Elementarisierung nach 13 Prinzipien rezipiert. Auch im Jigdal werden die maimonidischen Prinzipien in poetischer Form wiedergegeben. In Form eines Glaubensbekenntnisses („Ich glaube …“) sind sie erst in einer venezianischen Haggada von 1566 belegt.:530
1. Der lebendige Gott werde erhöht und gelobt, er besteht – seine Existenz wird durch die Zeit nicht beschränkt.
2. Er ist einmal und einzigartig – und es gibt kein Wesen, das so einmalig und einzigartig ist wie er – Unergründlich und unendlich ist seine Einmaligkeit.
3. Er hat weder einen Körper noch ist er körperlich – seine Heiligkeit ist unvergleichbar.
4. Er ist der Vorgänger eines jeden Wesens, das erschaffen wurde – er ist das Erste, das geschaffen wurde, und nichts geht ihm vor.
5. Schau an! Er ist der Baumeister des Weltalls – Jedes Wesen demonstriert Seine Größe und Seine Souveränität.
6. Er gewährte seinen Einfluss der Prophezeiung – seinem hochgeschätzten, herrlichen Volk.
7. In Israel wird niemand wieder wie Moses sein – ein Prophet, der Seine Vision klar wahrgenommen hat.
8. Gott schenkte seinem Volk die Lehre (Tora) der Wahrheit – mittels Seines Propheten, dem er am meisten aus seinem Haus vertraute.
9. Gott wird weder sein Gesetz ändern noch berichtigen – auch nicht wegen eines anderen Gottes und niemals.
10. Er prüft und kennt unsere verborgensten Geheimnisse – Er nimmt das Resultat einer Sache von Anfang an wahr.
11. Er belohnt den gütigen Menschen gemäß seinen Taten – Er belegt den Bösen gemäß seiner Boshaftigkeit mit Übel.
12. Am Ende der Tage wird Er unseren Erlöser schicken – um diejenigen zu erlösen, die sich danach sehnen.
13. Gott wird die Toten in Seiner reichlichen Güte wieder zum Leben erwecken – Selig ist für immer Sein gelobter Name.

Die Neuerung gegenüber den Vorgängern besteht darin, dass die von Maimonides vorgelegte Liste nicht mehr nur eine Auflistung der für das Judentum wichtigen Vorstellungen, sondern dass er diese genannten Punkte quasi in den Rang von Dogmen erhob.:530 Sie sollten damit das Kriterium für Orthodoxie und Mitgliedschaft des Judentums werden. Weiterhin betonte er die Pflicht zu vernunftgemäßen Dogmen: Eine Wahrheit, die durch die Autorität der Offenbarung begründet wurde, könne erst dann angenommen werden, wenn diese auch durch den Verstand akzeptiert wurde.:979

### Chasdaj Crescas
Rabbi Chasdaj Crescas (Akronym: hebräisch הרח"ק; dt.: RaChaQ) (1340–1410/11) war jüdischer, religions- und rechtsphilosophischer Polemiker. Er kritisierte die radikale aristotelische Philosophie des Maimonides und einige seiner philosophischen Schüler. Er erklärte, dass die aristotelischen Meinungen des Maimonides im Gegensatz zum empirischen und rationalen Weltverständnis stünden und auch der jüdischen Tradition widersprächen. So schrieb er in Or haSchem (hebräisch אור ה'; dt.: das Licht Gottes), dass Gott das komplette Vorwissen habe, womit Gott aber nicht wirklich frei sei in seinem Handeln sei.
1. Der Glaube an Gott.
2. Der Glaube an dessen Aufsicht.
3. Der Glaube an dessen Fähigkeiten.
4. Der Glaube an dessen Prophezeiungen.
5. Der Glaube an dessen Auswahl (Volk Gottes).
6. Der Glaube an dessen Leistungen.

### Josef Albo
Rabbi Josef Albo (Akronym: hebräisch הר"י אלבו) wurde 1380 in Monreal geboren und verstarb im Jahre 1444. Er war ein jüdischer Religionsphilosoph und Schüler des Chasdaj Crescas. Er ist bekannt für sein Werk Sefer ha-Ikkarim (These der Prinzipien). Albos Beitrag zur Geschichte der jüdischen Philosophie war seine These der Prinzipien. Darin bestimmt er, wie sich eine Person dem göttlichen Gesetz unterordnen muss. Seine Liste enthält daher nur drei Grundüberzeugungen. Diese beruhen auf der Rechtstheorie, der Theorie der göttlichen Eigenschaften, der Theorie der menschlichen Vervollkommnung sowie der Theorie der Vorsehung und Belohnung. Seine Philosophie wurde beeinflusst von Maimonides, Hasdai Crescas (Albos Lehrer) und seinem Zeitgenossen Schimon ben Zemach Duran.
1. Existenz Gottes.
2. Göttlicher Ursprung der Tora.
3. Belohnung und Bestrafung.

Im innerjüdischen Diskurs sind eine Thesen als Reaktion auf die des Maimonides zu verstehen: Mit einer Verringerung der Prinzipien sollte die Orthodoxie gestärkt werden und dem Christentum in kontroversen Punkten entgegengetreten werden.:391 Mit dieser von ihm vorgelegten Liste sollten die Mindestanforderungen genannt werden, an die sich Personen halten sollten, wenn sie Teil des heiligen Gesetzes sein wollten.
Gleichzeitig dienten seine philosophischen Überlegungen dazu sich von der christlichen Umwelt im Spanien des 15. Jahrhunderts abzugrenzen. Insbesondere die Verfolgung der jüdischen Bevölkerung durch die katholische Kirche führte zu einer starken Abgrenzung Albos vom Christentum und insbesondere zum nur ein Jahrhundert früher lebenden Thomas von Aquin.

## Neuzeit

### Moses Mendelssohn
Moses Mendelssohn, der wohl einflussreichste jüdische Denker der Neuzeit, formulierte drei Prinzipien, die den jüdischen Glauben ausmachen sollten:
1. Gott, der Schöpfer und Herrscher aller Dinge, ist einzig
2. Gott ist allwissend, belohnt gute Taten und bestraft schlechte.
3. Gott hat seine Gesetze in den Schriften Moses offenbart[18]:530

Er wies weiterhin die christlichen Dogmen der Trinität und Erbsünde zurück und bezeichnete diese als Grund für Probleme zwischen den Religionen.:530 Generell seien die jüdischen Glaubensprinzipien vernünftig einsehbar. Mit diesen Überlegungen knüpfte er an zeitgenössische religionsphilosophische Überlegungen an, die unter der Bezeichnung Natürliche Religion firmieren.
Im Gegensatz zu den ansonsten vor allem christlichen Denkern sah er jedoch nicht die Grundsätze dieser Religion, sondern die des Judentums, vor allem die Gesetze des Tanach, als die einzigen an, die von Gott offenbart worden sind.

### Reaktionen auf Mendelssohn
Diese Aufteilung der jüdischen Religion in offenbarte und natürliche Anteile war innerhalb der nachfolgenden jüdischen Gelehrten umstritten.:530 Sie versuchten ihrerseits auf der einen Seite eine den diskutierten religionsphilosophischen Vorstellungen entsprechende Lehre des Judentums vorzulegen, andererseits aber Innerlichkeit und Gesetze nicht in der Form wie Mendelssohn zu trennen.
Manuel Joel nannte die Dogmen des Judentums ihre eigentliche Bedingung von Kultus und Ritus.:530
Die Diskussion führte in der Mitte des 19. Jahrhunderts zu zahlreichen Veröffentlichungen jüdischer Theologen, die versuchten ihrerseits die Dogmen und das moderne angemessene Verständnis des Judentums zu definieren. Dazu gehören Samuel Hirschs Systematischer Katechismus der israelitischen Religion von 1856, Salomon Formstechers Mosaische Religionslehre von 1860 und Joseph Aubs Grundlage zu einem wissenschaftlichen Unterricht in der mosaischen Religion von 1865.

### 20. Jahrhundert
Im 20. Jahrhundert ist weiterhin der Einfluss von Maimonides prägend für die jüdische Theologie. So schrieben Louis Jacobs und Schalom Ben Chorin Interpretationen und Aktualisierungen seiner Glaubenslehren.
Parallel dazu entstand auch Literatur, die stärker statt eines Glaubens an bestimmte Inhalte Glauben als „vertrauensvolle Beziehung zu Gott“ versteht. Hierzu zählen Martin Buber, Franz Rosenzweig oder Abraham Joshua Heschel. Mit der Shoa wurden bisherige Überlegungen dieser Beziehung in Frage gestellt, Buber sprach von einer „Gottesfinsternis“.